# 137. вечити дерби у фудбалу
137. вечити дерби је фудбалска утакмица одиграна на стадиону Црвене звезде у Београду 28. новембра 2009. године. Ова утакмица је одиграна у оквиру 13. кола Суперлиге у сезони 2009/10. Партизан је победио Црвену звезду са 2:1. Утакмицу је судио Драгомир Станковић из Београда.

## Детаљи меча
| Црвена звезда               | 1 – 2 | Партизан                   |
| --------------------------- | ----- | -------------------------- |
| Срђа Кнежевић (аутогол) 43’ |       | Ламин Дијара 4’ · Клео 61’ |

| Црвена звезда | Партизан |

| Црвена звезда:          |    |                         |
|                         |    |                         |
| Г                       | 22 | Саша Стаменковић        |
| О                       | 25 | Павле Нинков            |
| О                       | 15 | Милан Вилотић           |
| О                       | 18 | Славољуб Ђорђевић       |
| О                       | 6  | Никола Игњатијевић 14’  |
| С                       | 26 | Мохамед Авал Исах 54’   |
| С                       | 32 | Владимир Богдановић 85’ |
| С                       | 2  | Савио                   |
| Н                       | 21 | Александар Јевтић 90+1’ |
| Н                       | 9  | Дејан Лекић             |
| Н                       | 23 | Славко Перовић 77’      |
| Измене:                 |    |                         |
| Г                       | 33 | Бојан Павловић          |
| О                       | 28 | Вујадин Савић           |
| О                       | 3  | Никола Васиљевић        |
| С                       | 30 | Немања Николић 77’      |
| С                       | 25 | Марко Блажић 85’        |
| С                       | 8  | Дарко Лазовић 90+1’     |
| С                       | 20 | Каду                    |
| Тренер:                 |    |                         |
| Владимир Петровић Пижон |    |                         |

| Партизан:        |    |                          |
|                  |    |                          |
| Г                | 27 | Младен Божовић           |
| О                | 24 | Срђа Кнежевић 14', 48’   |
| О                | 4  | Ненад Ђорђевић (к) 90+4’ |
| О                | 20 | Младен Крстајић          |
| О                | 11 | Марко Ломић              |
| С                | 5  | Љубомир Фејса            |
| С                | 8  | Радосав Петровић         |
| С                | 20 | Алмами Мореира 41’       |
| С                | 22 | Адем Љајић 28’ 90+1’     |
| Н                | 9  | Клео 69’                 |
| Н                | 26 | Ламин Дијара 50’         |
| Измене:          |    |                          |
| Г                | 1  | Дарко Божовић            |
| О                | 13 | Марко Јовановић 50’      |
| О                | 2  | Синиша Стевановић        |
| С                | 7  | Немања Томић 90+1’       |
| С                | 17 | Милош Богуновић          |
| Н                | 19 | Брана Илић               |
| Н                | 25 | Вашингтон 69’            |
| Тренер:          |    |                          |
| Горан Стевановић |    |                          |